# アメリカ自由人権協会
アメリカ自由人権協会（アメリカじゆうじんけんきょうかい、英: American Civil Liberties Union, ACLU、直訳で「アメリカ市民自由連合」）は、主に米国権利章典で保証されている言論の自由を守ることを目的とした、アメリカ合衆国のNGO団体。1920年設立。2005年度の会員数は約500,000人。政府などにより言論の自由が侵害されている個人や団体に弁護士や法律の専門家によるサポートを提供している。これまでにACLUが起こしてきた言論の自由の諸問題を巡る数々の訴訟は合衆国における法律の発展に多大な影響を及ぼしてきた。公式にはどの政党も支持しておらず、その自由を擁護するスタンスにより、時には保守、時にはリベラル陣営の人々と激しく対立してきた。法廷闘争以外ではACLUの立場を支持する政治家へのロビー活動も行っている。ACLUの立場を支持する政治家は、保守、リベラルを問わず存在する。

## 歴史
公式サイトの歴史にて
1917年に前身のNational Civil Liberties Bureau（NCLB、全国市民自由ビューロー）として設立される。NCLBは第一次世界大戦へのアメリカの参戦に反対していたAmerican Union Against Militarism（対軍国主義連合）から派生した団体で、良心的徴兵忌避者や防諜法（Espionage Act of 1917）、治安法（Sedition Act of 1918）の犠牲者への法的支援を行っていた。その活動と平和主義者との関係から社会主義、共産主義のプロパガンダ機関であると疑われ、ニューヨーク州議会のラスク委員会、正式には「扇動的活動を調査するための共同立法委員会」）に召喚された。
1920年に改名してAmerican Civil Liberties Union、略してACLUとなる。創設初期には、社会主義・共産主義活動ゆえに国外追放されそうになっていた(赤狩り、及びパーマー・レイドを参照)外国人およびアメリカ市民を擁護するため、当時の司法長官アレクサンダー・ミッチェル・パルマーへの抗議活動、また新治安法制定反対運動を繰り広げることで、支持を集めた。また、世界産業労働組合などの労働組合の権利侵害にも反対する運動を行っていた。
1940年、いかなる国における全体主義的独裁国家体制であってもこれを公然と支持する政治団体に所属する人物が協会の理事会に入ることは適切ではないとし、ACLUは共産主義者が協会の指導部に入ることを禁じ、共産主義者の協会員も歓迎しない立場を表明する。ACLU創設者の一人でかつては共産主義者でもあったロジャー・ナッシュ・ボールドウィンにより先導されたこの共産主義者パージは、アメリカ共産党党員および世界産業労働組合の一員であったエリザベス・ガーリー・フリンをはじめ数多くの協会員を追放した。またマッカーシズム時代には、協会の一部幹部と連邦捜査局との間に密接な関係があった。後に、ACLU内部からこうした歴史的経緯に対する批判がわき起こり、1960年代には協会内部からこの禁止事項の撤廃を求める動きがあり、1970年代には「反共条項」は撤廃され、フリンは名誉回復された。またマッカーシズム時代の「不適切な関係」についても情報公開で入手した資料にもとづく長大な自己総括書を作成し、公表した。
1988年の米大統領選挙において、当時副大統領で共和党から大統領選挙に立候補していたジョージ・H・W・ブッシュが民主党から立候補していた当時マサチューセッツ州知事のマイケル・デュカキスを「card-carrying member of the ACLU（正真正銘のACLUメンバーである）」と呼んだ（ACLU協会員であることはデュカキス自身も認めていた）ことから、今日ではこの言明はACLUが会員募集する際に冗談まじりで使うスローガンとなった。
1996年、インターネットにおける猥褻物を取り締まる通信品位法が成立すると、撤廃を求める声明を公表する。結局、同法には最高裁判所によって違憲の判決が下された。その後も、類似の法律を成立させないよう議員に対してロビー活動を行い、ブルーリボン運動を支援している。児童オンライン保護法の合憲性を巡る訴訟において、原告として同法の違憲性を主張し2009年1月に最高裁で勝訴している。
2001年のアメリカ同時多発テロ事件と、これに起因する米国愛国者法（USA Patriot Act）を巡るアメリカ市民の自由規制を巡る論争により、2001年8月から2002年12月の間にACLU協会員は20%増加し、その後も会員数は増加し続け2004年8月には400,000人に達した。ACLUは米国愛国者法、2003年国内安全保障強化法（Domestic Security Enhancement Act of 2003、PATRIOT 2）他、国内テロリズムの危険性に応じて提議された法案に対して、権利章典を侵害しているとして声高に反対してきている。米国愛国者法がACLU職員を反テロリズム監視リストに照らし合わて査察することを要求してきたことに反発して、ACLUは連邦政府職員と釣り合う賃金を保証するための基金を提供する連邦政府寄付プログラムから脱退する。このことによりACLUは約500,000ドルの資金を失ったと発表している。

## 日本との関係
1947年5月、ACLU創始者のボールドウィンがマッカーサーに呼ばれて来日し、日本の自由人権協会が結成された。